# Зіпойт I
Зіпойт I (дав.-гр. Zιπoιτης, Zιβoιτης, 328 — 278 до н. е.) — цар Віфінії у 298 — 278 до н. е..
Був сином Баса. В боротьбі з діадохами — спадкоємцями Александра Великого — відстояв незалежність своєї держави. Помер приблизно у 278 до н. е.